# Krzysztof Marek Bąk
Krzysztof Marek Bąk (* 3. Februar 1977 in Bielsko-Biała) ist ein polnischer bildender Künstler und Hochschullehrer. 
Krzysztof Bąk absolvierte ein Studium an der Akademie der Bildenden Künste in Breslau. Er ist ein habilitierter Doktor der Künste und lehrt als Professor am Institut für Bildende Kunst der Schlesischen Universität. Dort leitet er das Forschungsstudio für zeitgenössische Exlibris (Modern Exlibris Research Studio) und ist Dekan der Fakultät für Geistes- und Bildungswissenschaften.
Bąks künstlerischer Schwerpunkt liegt auf Exlibris und kleinformatigen Grafiken. Zu seinem Gesamtwerk gehören aber auch Objekte und Installationen. Seine Exlibris entstehen mittels CGD-Technik (Computer generated design). Die Motive stammen oft aus der Natur und sind überwiegend auf einem stark kontrastierenden (schwarzen oder weißen) Hintergrund abgebildet. Bąk schuf unter anderem das Logo der Deutschen Exlibris-Gesellschaft.
Werke von Bąk wurden auf 46 Einzelausstellungen präsentiert (33 Ausstellungen in Polen – die wichtigsten in: Gdańsk, Wrocław, Kielce, Bielsko-Biała, Konin, Chorzów, Nysa, Włocławek, Kuwait, Wrexham (GB), Philadelphia (USA)). Er nahm an mehr als 70 Gruppenausstellungen teil. Er erstellte 7 Freiland-Kunstinstallationen (Barmouth, Chester, Birmingham, Wrexham, Flint – Great Britain).
Im Jahre 2008 gewann Bąk den dritten Preis (Preis der Stadt Sint-Niklaas) auf der 3. FISAE International CGD Ex-Libris Wettbewerb 2008 und 2009 den zweiten Preis am Internationalen Wettbewerb Ex libris in Wrocław. 2023 zeichnete ihn die Deutsche Exlibris-Gesellschaft mit der Walter-von-Zur-Westen-Medaille aus.